# Srednjak (Jastrebarsko)
Srednjak je naseljeno mjesto u Republici Hrvatskoj u Zagrebačkoj županiji.

## Zemljopis
Administrativno je u sastavu Jastrebarskog. Naselje se proteže na površini od 1,14 km².

## Stanovništvo
Prema popisu stanovništva iz 2001. godine Srednjak ima 67 stanovnika koji žive u 19 kućanstava. Gustoća naseljenosti iznosi 58,77 st./km².
| broj stanovnika | 84    | 102   | 101   | 105   | 106   | 113   | 95    | 87    | 79    | 93    | 94    | 85    | 79    | 68    | 67    | 45    | 29    |
|                 | 1857. | 1869. | 1880. | 1890. | 1900. | 1910. | 1921. | 1931. | 1948. | 1953. | 1961. | 1971. | 1981. | 1991. | 2001. | 2011. | 2021. |